# ヤン・ジェジツァク

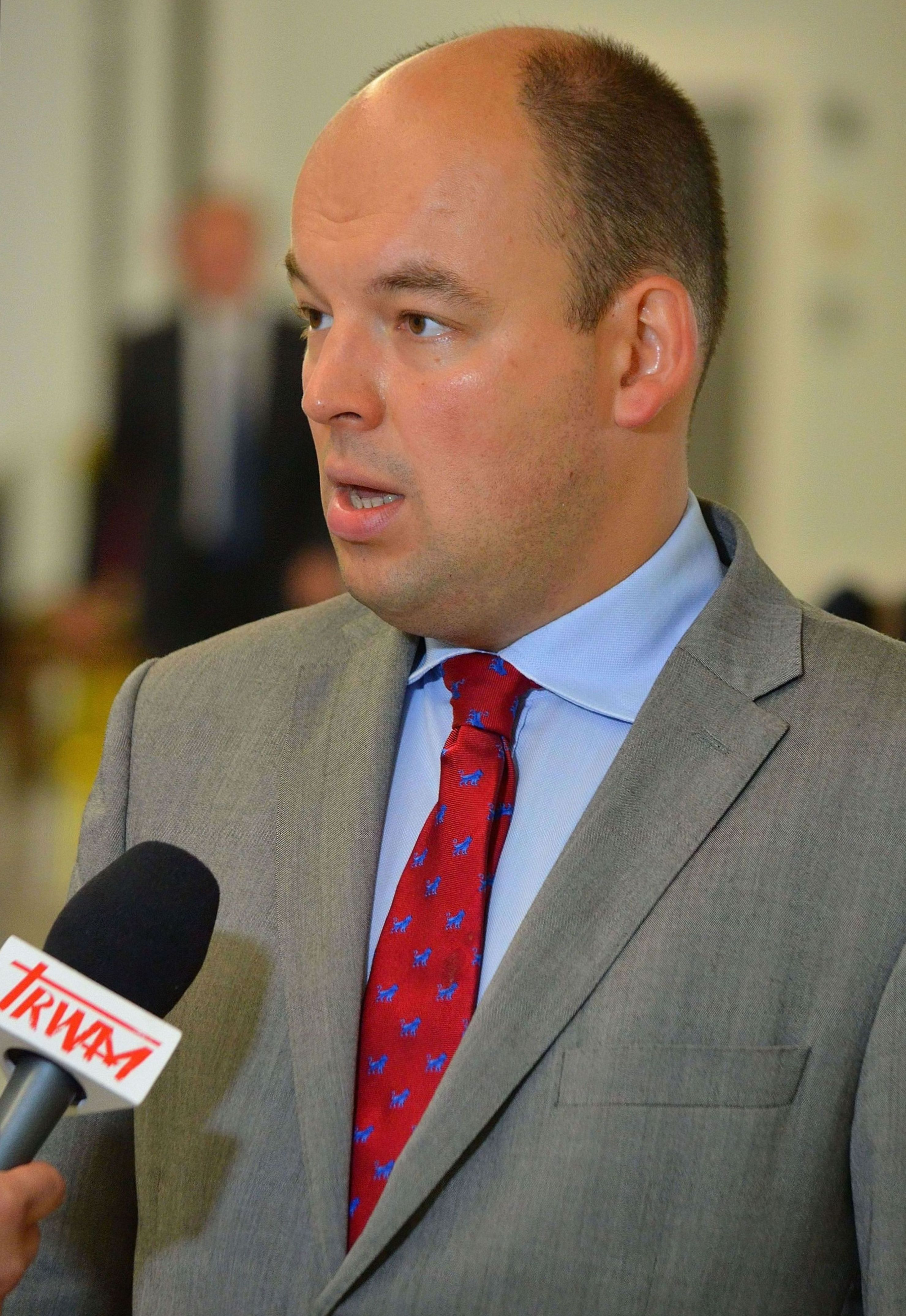
ヤン・ジェジチャク (2014)

ヤン・ミハウ・ジェジチャク（ポーランド語: Jan Michał Dziedziczak 、1981年8月3日ワルシャワ生まれ）は、ポーランドの政治家、政治学者、現ポーランド共和国ディアスポラ(移民・離散民）担当首相府大臣。
ワルシャワ大学卒業、またボーイスカウト活動の指導者でもある。閣僚評議会の広報官、外務副大臣などを歴任。

## 経歴
ジェジチャクは、ワルシャワ大学にて政治学・国際関係学を学び、また日本政府、国連大学から奨学金を受けた。日本の内閣府国際交流事業「世界青年の船」に参加しプログラムの一環として、マスコミュニケーションとコミュニケーション学の研修を修了。日本、オーストラリア、ニュージーランドのテレビ局と協業した。

2006年7月14日から2007年11月4日までヤロスワフ・カチンスキ政権下のポーランド共和国閣僚評議会の広報官を務めた。2007年からは国会議員として従事。
2015年11月17日から2018年4月3日までは外務副大臣としてジェジチャクはポーランドのディアスポラ、領事、議会、および公共外交、文化外交を担当した。
2019 年 12 月 19 日、首相府の大臣に任命され、ポーランド人およびポーランド国外のポーランドにルーツを持つ人々が直面する課題解決に注力している。